# Sekeřice
Sekeřice är en ort i Tjeckien. Den ligger i den centrala delen av landet, 70 km öster om huvudstaden Prag. Sekeřice ligger 278 meter över havet och antalet invånare är 121.
Terrängen runt Sekeřice är huvudsakligen platt. Sekeřice ligger uppe på en höjd. Runt Sekeřice är det ganska tätbefolkat, med 124 invånare per kvadratkilometer. Närmaste större samhälle är Jičín, 16,9 km norr om Sekeřice. Trakten runt Sekeřice består till största delen av jordbruksmark.